# Jean van den Bosch (diplomaat)

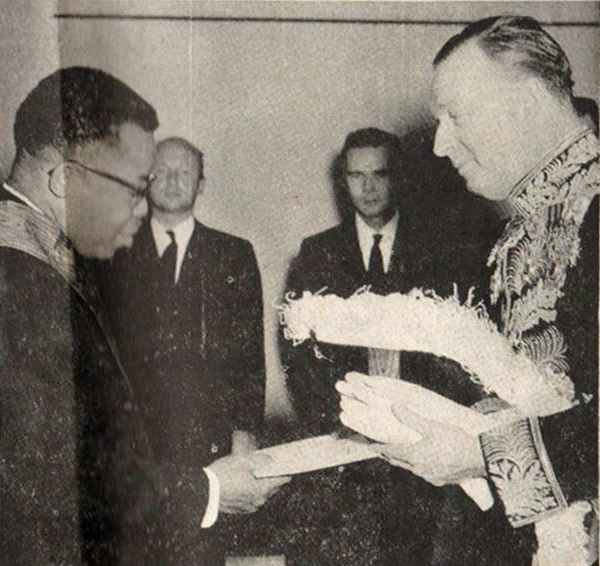
Ambassadeur Van den Bosch (rechts) wordt ontvangen door de 1e president van Congo Kasavubu (links) voor het aanbieden van zijn geloofsbrieven in juli 1960.

Jean Baptiste Emmanuel Remi Marie baron Van den Bosch (Gent, 27 januari 1910 - Ukkel, 15 december 1985) was een Belgisch diplomaat en telg uit het geslacht Van den Bosch. Hij werd vooral bekend door die ene hectische maand – juli 1960 – toen hij de eerste ambassadeur van België was in het net onafhankelijk geworden Congo.

## Levensloop

### Egypte
Zijn familie was afkomstig van Tongeren in België. Zijn vader, baron Firmin Vandenbosch, was magistraat in Gent. Toen jonkheer Van den Bosch één jaar oud was, verhuisde het hele gezin naar Caïro (1911), waar zijn vader procureur-generaal werd bij de gemengde rechtbanken van Egypte. Van den Bosch junior bracht zijn verdere jeugd door in Egypte en keerde pas in 1925 terug naar België. Hij maakte zijn middelbaar onderwijs af in de abdijschool van Maredsous.

### Diplomaat
Jean Van den Bosch studeerde rechten in Namen en in Leuven, waar hij afstudeerde als doctor in de rechten (1931). Het jaar nadien behaalde hij de diploma's van licentiaat in de geschiedenis en in de politieke en diplomatieke wetenschappen (1932). Datzelfde jaar trad hij in diplomatieke dienst voor België. Hij verbleef drie jaar op de Belgische ambassade in Peking (1937-1940) waaraan hij een goede herinnering overhield. Van 1940 tot 1942 verbleef hij op de ambassade in Ottawa. Van 1942 tot 1944 werkte hij in Londen, voor de Belgische regering in ballingschap. Hij huwde in deze Engelse periode met de Belgische Hélène-Esther Cloquet (1909-1997).
Zijn diplomatieke carrière verliep, na de Tweede Wereldoorlog, als volgt:
- 1944-1948: diplomatiek adviseur voor prins Karel, de prins-regent in Brussel.
- 1948-1949: adviseur op de Belgische ambassade in Caïro, een ambassade die hij nog kende uit zijn kindertijd.
- 1949-1953: adviseur op de ambassade in Parijs; zijn residentie was op de heuvel van Montmartre
- 1953-1954: consul-generaal in Hong-Kong met ambtsgebied in Macau en Saigon.
- 1954-1959: ambassadeur in Caïro met ambtsgebied in Libië
- 1959-1966: secretaris-generaal van het ministerie van Buitenlandse Zaken in Brussel

### Congo
Gedurende één maand (juli 1960) was hij ambassadeur voor België in de Congolese hoofdstad Leopoldstad. Belgisch-Congo had zijn onafhankelijkheid verkregen maar Leopoldstad was in chaos. Van den Bosch was halsoverkop uit Brussel vertrokken om de diplomatieke missie van de Belgen te leiden. Op 4 juli 1960 overhandigde hij zijn geloofsbrieven aan de eerste Congolese president Kasavubu(zie foto rechts). De chaos bestond uit een muiterij van de Force Publique in Leopoldstad en elders in Congo, gevolgd door een ingrijpen van troepen van de Verenigde Naties en van Belgische paracommando's. Van den Bosch ijverde, samen met Belgische militairen, om de eerste minister Lumumba af te zetten. Dit plaatste Van den Bosch in een kwaad daglicht, en eind juli 1960 werd hij persona non grata verklaard. De Congolese regering zette hem op 9 augustus 1960 op een boot naar Brazzaville, waar hij noodgedwongen het vliegtuig naar Brussel nam.

### Diplomaat
Van den Bosch hernam onmiddellijk zijn functie van secretaris-generaal van het ministerie van Buitenlandse Zaken.
In 1965 schonk koning Boudewijn hem de titel van baron.
Van 1966 tot 1974 was hij ambassadeur in Londen. Hij combineerde dit met een functie van hoge Belgisch vertegenwoordiger bij de West-Europese Unie. Net zoals aan zijn diplomatieke tijd in China hield Van den Bosch aan Londen aangename herinneringen over, zoals hij later in zijn memoires schreef. Hij werd geridderd in de Koninklijke Orde van Victoria.

### Bankier
Na zijn terugkomst in Brussel (1974) als diplomaat op rust, werd hij bestuurder in de Lloyds Banking Group. Hij overleed in 1985.

## Publicatie
Postuum publiceerde zijn weduwe zijn memoires over zijn Congoperiode: Pré-Zaïre: Le Cordon mal coupé. Document (Brussel: Édition Le Cri, 1986).